# One Piece: Grand Battle!
One Piece: Grand Battle!, in Japan als One Piece: Grand Battle! Rush (ONE PIECE グラバト! RUSH) bekannt, ist ein Kampfspiel, das von der Firma Ganbarion entwickelt und vom Herausgeber Bandai Namco für die Spielkonsolen PlayStation 2 und Gamecube veröffentlicht wurde. Das Spiel basiert auf der Mangareihe One Piece. Das Spiel wurde am 17. März 2005 in Japan veröffentlicht. 7. September 2005 kam das Spiel in den Vereinigten Staaten und am 7. Oktober auch in Europa. Es ist die Fortsetzung von One Piece: Grand Battle! 3. Die japanische Version des Spiels verwendet die Musik We Are!. Die Version im Westen verwendet die Titelmelodie von der 4Kids Entertainment.

## Inhalt
Monkey D. Ruffy möchte der König der Piraten werden. Zusammen mit seiner Crew, nämlich Lorenor Zoro, Nami, Lysop, Sanji, Chopper und Nico Robin begeben sie sich auf die Suche nach dem großen Schatz One Piece. Die Geschichte basiert auf der East Blue-Saga bis hin zum Foxy's Return Arc.

## Spielprinzip
Das Spiel ist wie im Vorgänger komplett in 3D. Außerdem gibt es vier verschiedene Modi im Spiel. Es gibt wieder in den Arenen Gegenständen und Hindernissen. Jede Charakter hat zwei verschiedene Special Moves und einige haben noch Unterstützer-Charaktere. Die europäische und amerikanische Fassung des Spiels verwendet die Namen von 4Kids Entertainment.
| Charaktere                        | Unterstützer-Charaktere             |
| --------------------------------- | ----------------------------------- |
| Monkey D. Ruffy                   | Kung Fu-Robben                      |
| Lorenor Zoro (im Westen als Zolo) | Johnny, Yosaku                      |
| Nami                              | Genzo                               |
| Lysop                             | Möhre, Zwiebel, Paprika             |
| Sanji                             | Jeff                                |
| Foxy †                            | Porsche, Hamburger und Pickles      |
| Enel †                            | Aum, Gedatsu, Shura, Satori         |
| Smoker (im Westen als Chaser)     | Tashigi                             |
| Nico Robin                        | Mr. 3, Miss Goldenweek              |
| Crocodile                         | Mr. 1, Miss Doublefinger            |
| Mr. 2 Bon Clay                    | Mr. 4, Fiffie, Miss Merry Christmas |
| Chooper                           | Dr. Kuleha                          |
| Buggy                             | Moji, Kabaji                        |
| Käpt'n Black                      | Siam, Flecki, Jacko                 |
| Don Creek                         | Gin, Perle Eisenschild              |
| Arlong                            | Okta, Schwarzgurt, Kiss             |
| Aokiji †                          | -                                   |
| Shanks                            | Benn Beckman, Lucky Lou, Yasopp     |
| Mihawk                            | -                                   |

† nur in der japanischen Version
Die auswählbaren Stages sind Baratié, Windmühlendorf, Arlong Park, Loguetown, Drumm, Mary Joa und Alabasta, Maxim, Sexy Foxy.

## Rezeption
Laut Metacritic erhielt das Spiel auf beiden Plattformen „durchschnittliche“ Bewertungen. Die PlayStation-2-Version erhielt 69/100 und die Gamecube Version 67/100 Famitsu vergab auf beide Plattformen eine Punktzahl von 27/40.